# M/S Gråen
S/S Gråen var ett svenskt bogser- och passagerarfartyg tillverkat i trä som 1939-1965 trafikerade Landskrona – Kyrkbacken på Ven med extraturer till Bäckviken för  Landskrona stads hamnförvaltning och vars vidare öde därefter är okänt. Fartyget var döpt efter ön med samma namn i Landskrona. Bogserade även mudderpråmar och var dykfartyg till hamnens dykare. Såldes 1965 till båtbyggare H Petersen i Köpenhamn.